# L'ultimo bicchiere (film)
L'ultimo bicchiere (Last Orders), è un film del 2001 diretto da Fred Schepisi, tratto dal romanzo Ultimo giro di Graham Swift, con protagonisti Michael Caine, Bob Hoskins, David Hemmings, Tom Courtenay, Ray Winstone e Helen Mirren.

## Trama
Jack è un anziano macellaio londinese appena deceduto, e i suoi tre amici di una vita, Ray, Vic e Lenny accompagnati dal suo figlio adottivo Vince, cercano di esaudire le sue ultime volontà: disperdere le sue ceneri in mare dal molo di Margate, posto dove amava trascorrere le vacanze. Durante il viaggio i quattro si fermano in parecchi pub dove bevono in nome dell'amico scomparso, e fanno un bilancio della propria esistenza. Amy, la vedova del defunto preferisce non unirsi al gruppo per andare a far visita alla figlia affetta da handicap, che si trova in una struttura.

## Riconoscimenti
- National Board of Review Awards 2001: miglior cast